# KS Gramozi Erseka
KS Gramozi Ersekë este un club de fotbal din Erseka, Albania care evoluează în  Kategoria superiore.